# Arnold Wesker
Sir Arnold Wesker Kt. FRSL (Londres, 24 de maig de 1932 - Brighton, 12 d'abril de 2016) fou un dramaturg anglès.

## Obra dramàtica
- 1957. The Kitchen
- 1958. Chicken Soup with Barley
- 1959. Roots
- 1960. I'm Talking About Jerusalem
- 1962. Chips with Everything
- 1964. Their Very Own and Golden City
- 1965. The Four Seasons
- 1978. Love Letters on Blue Paper

## Traduccions al català
- La cuina (1971), traducció de Jordi Bordas.
- Les arrels (1963), traducció d'Enric Dachs i Raich.
- Sopa de pollastre amb ordi (1986), traducció de Manuel de Pedrolo.